# Sultanpur Lodhi
Sultanpur Lodhi è una città dell'India di 15.653 abitanti, situata nel distretto di Kapurthala, nello stato federato del Punjab. In base al numero di abitanti la città rientra nella classe IV (da 10.000 a 19.999 persone).

## Geografia fisica
La città è situata a 31° 12' 55 N e 75° 11' 59 E e ha un'altitudine di 203 m s.l.m..

## Società

### Evoluzione demografica
Al censimento del 2001 la popolazione di Sultanpur Lodhi assommava a 15.653 persone, delle quali 8.389 maschi e 7.264 femmine. I bambini di età inferiore o uguale ai sei anni assommavano a 1.725, dei quali 986 maschi e 739 femmine. Infine, coloro che erano in grado di saper almeno leggere e scrivere erano 11.045, dei quali 6.133 maschi e 4.912 femmine.